# ريتشارد سميث (موسيقي)
ريتشارد سميث (بالإنجليزية: Richard Smith)‏ هو عازف قيثارة وموسيقي بريطاني، ولد في 12 ديسمبر 1971 في بكنهام ‏ في المملكة المتحدة.

## وصلات خارجية
- ريتشارد سميث على موقع ميوزك برينز (الإنجليزية)
- ريتشارد سميث على موقع ديسكوغز (الإنجليزية)